# Ed Miliband
Edward Samuel Miliband (* 24. prosince 1969 Londýn, Spojené království) je britský politik, bývalý předseda Labouristické strany.
Tím se stal, když bylo po spočtení výsledků voleb 25. září 2010 oznámeno, že porazil ostatní kandidáty včetně svého staršího bratra Davida Milibanda, který získal o 1,2 % hlasů méně. V čele Labouristické strany nahradil dočasnou předsedkyni Harrietu Harmanovou, která stranu vedla od květnového odstoupení Gordona Browna krátce po všeobecných volbách. Předtím byl Ed Miliband poslancem (od roku 2005) a v letech 2007–2010 také členem vlády vedené Gordonem Brownem. Po prohře labouristů ve všeobecných volbách v roce 2015 odstoupil dne 8. května 2015 z čela strany, 12. září jej v čele strany nahradil Jeremy Corbyn.